# Sticherus
Sticherus är ett släkte av ormbunkar. Sticherus ingår i familjen Gleicheniaceae.

## Bildgalleri

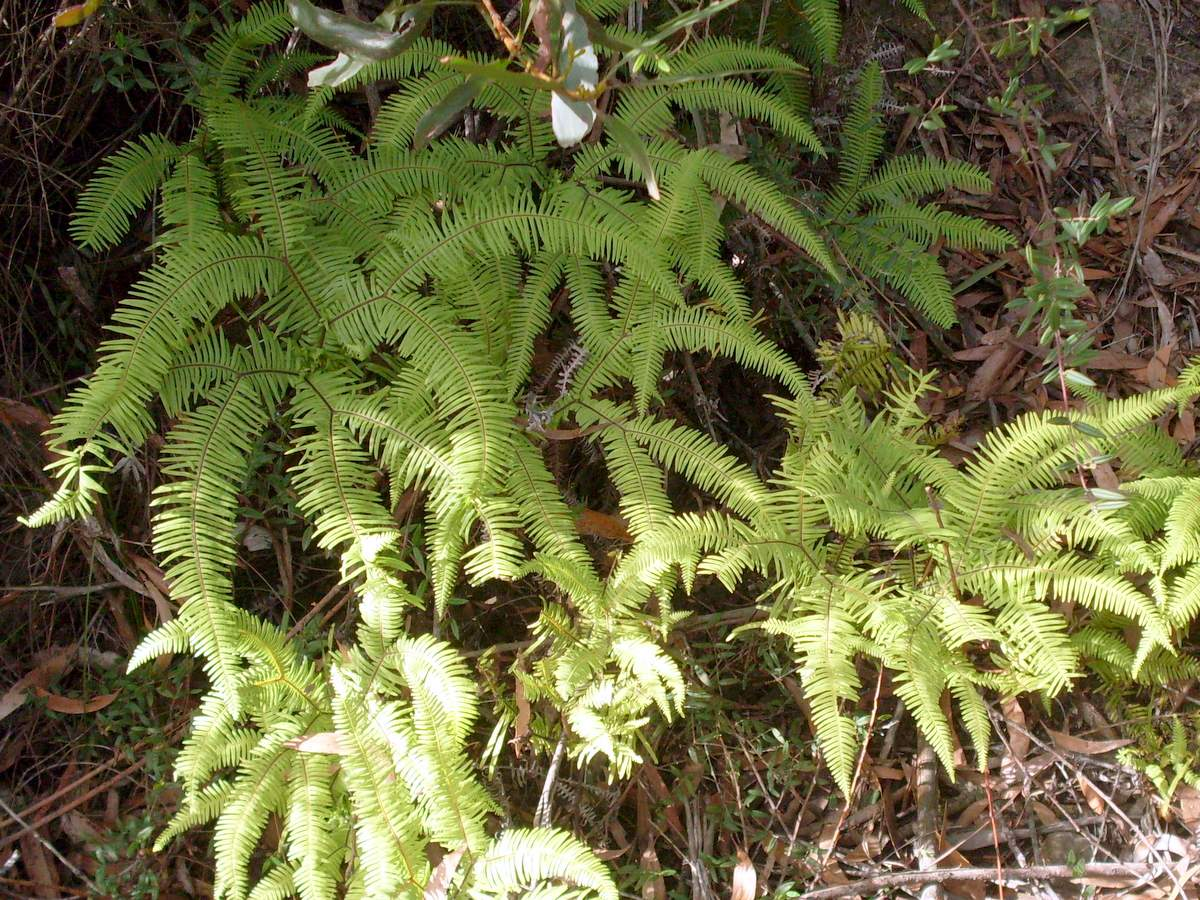
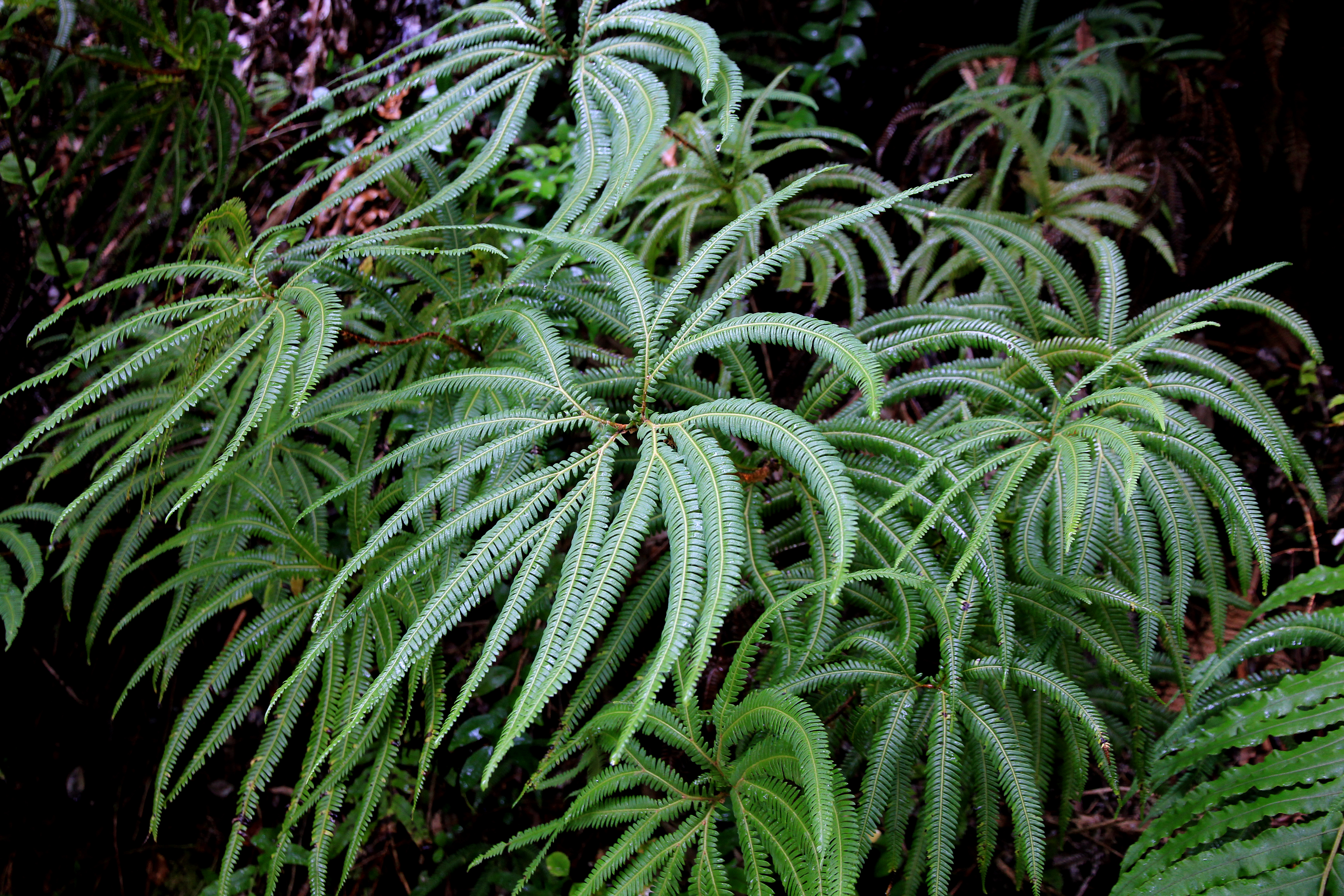
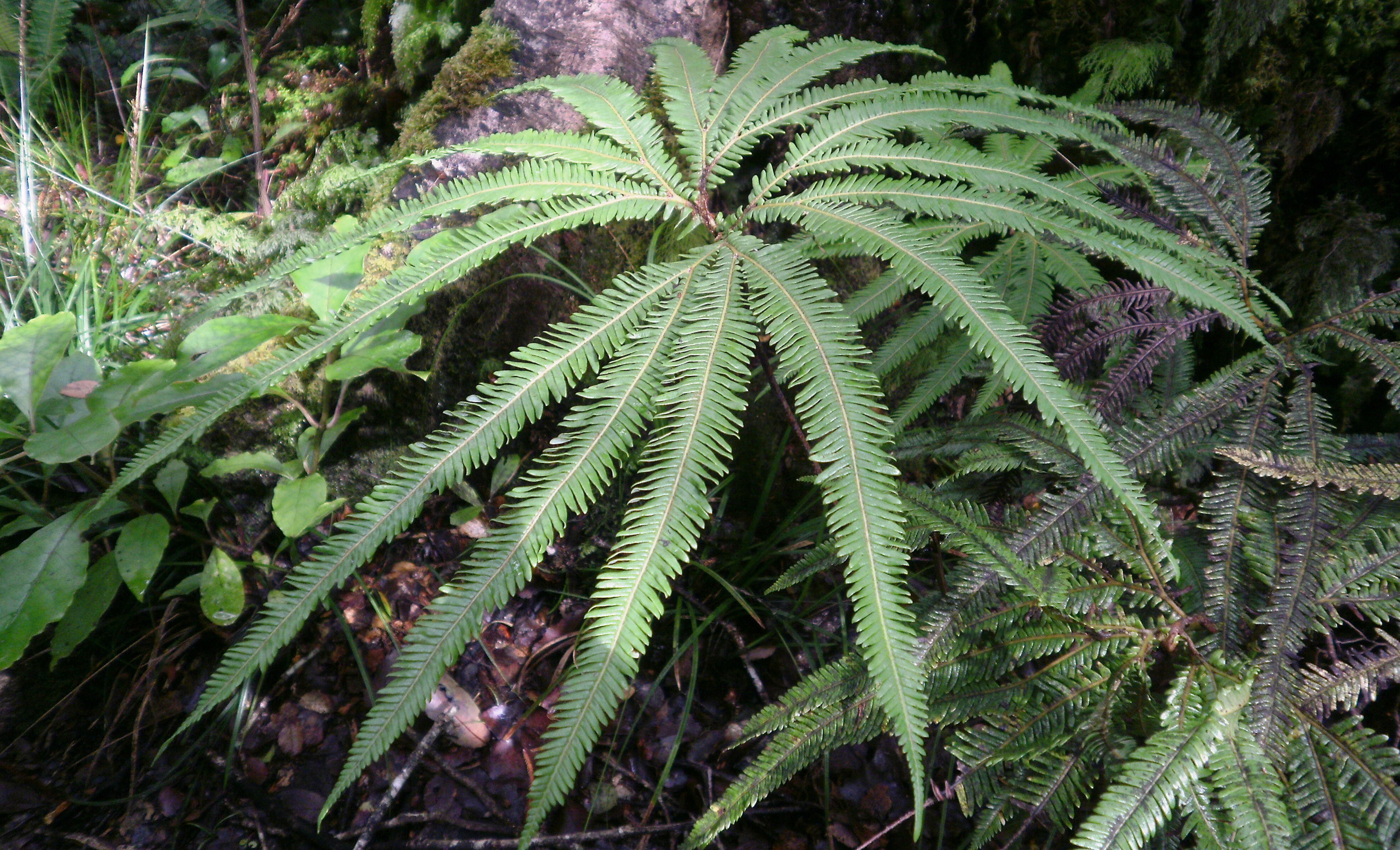

## Dottertaxa tillSticherus, i alfabetisk ordning[1]
- Sticherus albus
- Sticherus arachnoideus
- Sticherus aurantiacus
- Sticherus bifidus
- Sticherus blepharolepis
- Sticherus bolanicus
- Sticherus boliviensis
- Sticherus brackenridgei
- Sticherus brassii
- Sticherus brevitomentosus
- Sticherus brittonii
- Sticherus chocoensis
- Sticherus compactus
- Sticherus cryptocarpus
- Sticherus cubensis
- Sticherus cundinamarcensis
- Sticherus cunninghamii
- Sticherus decurrens
- Sticherus erectus
- Sticherus farinosus
- Sticherus ferrugineus
- Sticherus flabellatus
- Sticherus flagellaris
- Sticherus fulvus
- Sticherus furcatus
- Sticherus fuscus
- Sticherus gnidioides
- Sticherus gracilis
- Sticherus hastulatus
- Sticherus hirtus
- Sticherus hispaniolensis
- Sticherus hispidus
- Sticherus hypoleucus
- Sticherus impressus
- Sticherus inflexus
- Sticherus interjectus
- Sticherus intermedius
- Sticherus jacha
- Sticherus jamaicensis
- Sticherus lanosus
- Sticherus lanuginosus
- Sticherus lechleri
- Sticherus leonis
- Sticherus lepidotus
- Sticherus litoralis
- Sticherus lobatus
- Sticherus loheri
- Sticherus longipinnatus
- Sticherus maritimus
- Sticherus melanoblastus
- Sticherus milnei
- Sticherus montaguei
- Sticherus moyobambensis
- Sticherus nervatus
- Sticherus nigropaleaceus
- Sticherus nudus
- Sticherus oceanicus
- Sticherus orthocladus
- Sticherus ovatus
- Sticherus owhyhensis
- Sticherus pallescens
- Sticherus peruvianus
- Sticherus pruinosus
- Sticherus pseudobifidus
- Sticherus pseudoscandens
- Sticherus pteridellus
- Sticherus pulcher
- Sticherus quadripartitus
- Sticherus reflexipinnulus
- Sticherus remotus
- Sticherus retroflexus
- Sticherus revolutus
- Sticherus rubiginosus
- Sticherus rufus
- Sticherus simplex
- Sticherus squamosus
- Sticherus squamulosus
- Sticherus strictissimus
- Sticherus subremotus
- Sticherus tahitensis
- Sticherus tener
- Sticherus tepuiensis
- Sticherus tomentosus
- Sticherus truncatus
- Sticherus umbraculiferus
- Sticherus underwoodianus
- Sticherus urceolatus
- Sticherus vestitus